# Christian von Hammerstein (Jurist, 1887)

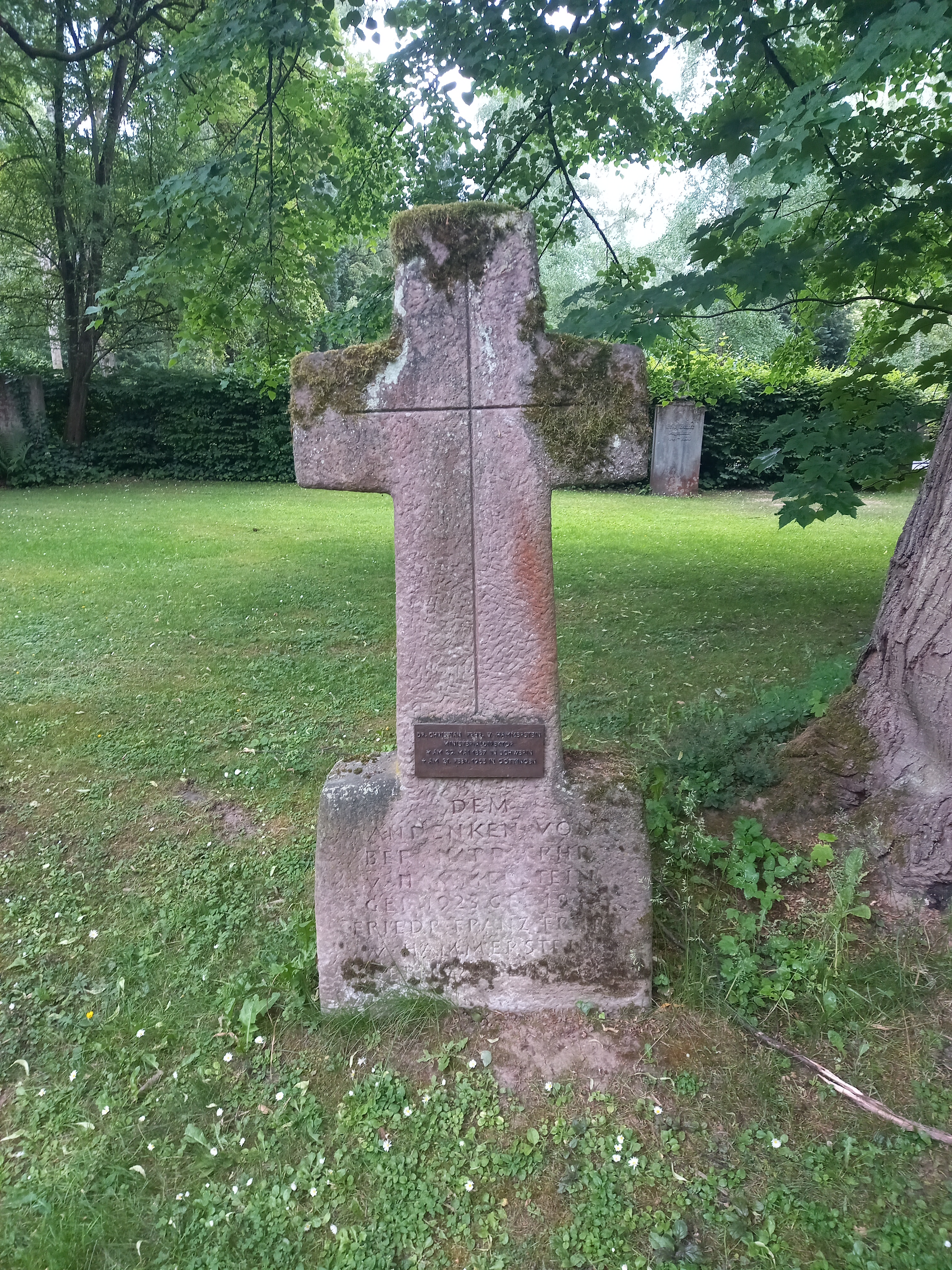
Das Grab von Christian Freiherr von Hammerstein auf dem Stadtfriedhof Göttingen

Christian Wilhelm Hermann Freiherr von Hammerstein-Loxten (* 29. Mai 1887 in Schwerin; † 21. Februar 1963 in Göttingen) war ein deutscher Jurist und von 1940 bis 1945 Chef der Rechtsabteilung der Luftwaffe.

## Leben
Christian von Hammerstein-Loxten war ein Sohn des Schweriner Ministerialrats Bernhard Freiherr von Hammerstein (1853–1907) und seiner Frau Hedwig, geb. von Wangenheim. Sein Großväter waren der Direktor der hannoverschen Klosterkammer Hermann von Wangenheim (1807–1889) und Wilhelm von Hammerstein.
Er besuchte das Gymnasium Fridericianum Schwerin und studierte Rechtswissenschaften, 1907/1908 an der Universität Heidelberg, 1908/1909 an der Universität Göttingen und ab dem Sommersemester 1909 an der Universität Rostock. In Heidelberg wurde er 1908 Mitglied des Corps Vandalia Heidelberg.
Von 1910 bis 1911 leistete er Dienst als Einjährig-Freiwilliger im Großherzoglich Mecklenburgischen Feldartillerie-Regiment Nr. 60. 1911 war er Referendar am Amts- und Landgericht Schwerin. 1914 wurde er in Rostock mit einer Dissertation zum mecklenburgischen Lehnsrecht zum Dr. jur. promoviert. Mit Beginn des Ersten Weltkriegs wurde er als Leutnant der Reserve im Feldartillerie-Regiment reaktiviert. Er diente in verschiedenen Verwendungen, unter anderem als Regiments-Adjutant. Nach einer schweren Verwundung erhielt er 1918 Genesungsurlaub. Er kam zur Staatsanwaltschaft in Schwerin und wurde hier im Februar 1920 zum Assessor ernannt. Ab Juli 1920 war er Amtsrichter am Amtsgericht Boizenburg. Am 1. Januar 1924 wechselte er als juristischer Oberkirchenrat beim Oberkirchenrat in Schwerin in den Dienst der Evangelisch-Lutherischen Landeskirche Mecklenburgs. Anfang der 1930er Jahre trat er der von Heinrich Rendtorff geleiteten konservativen Deutsch-Christlichen Bewegung bei und war Anfang 1933 deren Geschäftsführer.
Als 1933 der Schweriner Oberkirchenrat im Verlauf der Machtübernahme der nationalsozialistischen Deutschen Christen nahezu komplett ausgetauscht wurde, blieb Hammerstein als einziger der Oberkirchenräte zunächst im Amt. Der weitere Verlauf des Kirchenkampfs und der Gleichschaltungen in Mecklenburg führte jedoch bald zu schweren Enttäuschungen bei ihm. Hammerstein, der nie Mitglied der NSDAP wurde, wurde von den Nationalsozialisten aus seinem Nebenamt als Präsident des Deutschen Roten Kreuzes für Mecklenburg gedrängt.
So schied er 1935 aus dem Oberkirchenrat aus und ging zur Wehrmachtjustiz. Er war zunächst Oberkriegsgerichtsrat beim II. Admiral der Ostsee in Kiel und wurde 1937 an das Reichsluftfahrtministerium abgeordnet, wo er Ministerialrat in dessen Rechtsabteilung (Z.A. Recht) wurde. Am 14. August 1939, zwei Wochen vor Kriegsbeginn, löste er seinen Chef Rüdiger Schleicher als Leiter der Rechtsabteilung ab.
Ab 1. März 1940 war er Leiter der Rechtsabteilung der Luftwaffe (LR). Zugleich erfolgte seine Beförderung zum Ministerialdirigent und 1942 zum Ministerialdirektor. Aufgrund eines Führerbefehls vom 24. Januar 1944 wurde die „Laufbahn der Wehrmachtrichter im Truppensonderdienst“ eingerichtet und aus den Wehrmachtbeamten wurden Offiziere. Dabei erhielt er die militärische Dienstbezeichnung Generalstabsrichter (entsprach Generalleutnant). Von 1945 bis 1947 war er in amerikanischer Kriegsgefangenschaft.
Er war in erster Ehe seit 1920 verheiratet mit Ilsabe, geb. von Meerheimb (1898–1926), einer Tochter von Ludwig von Meerheimb. Nach ihrem frühen Tod heiratete er 1930 Eleonore, geb. Schröder (* 1905), eine Tochter des Gutsbesitzers Ladislaus Schröder auf Groß Siemen. Aus der ersten Ehe hatte er eine Tochter und zwei Söhne, die beide im Zweiten Weltkrieg fielen, und aus der zweiten Ehe zwei Söhne, darunter den Ministerialrat Christian von Hammerstein.

## Auszeichnungen
- Ritterkreuz mit Schwertern, Königlicher Hausorden von Hohenzollern (21. April 1918)
- Kriegsverdienstkreuz (1939) mit Schwertern, II. und I. Klasse
- Deutsches Kreuz in Silber (20. April 1945)

## Werke
- Die lehnrechtlichen Ansprüche der hinterlassenen Töchter des Lehnbesitzers nach mecklenburgischem Lehnrecht. Noske, Borna-Leipzig 1914. Zugl. Rostock, Univ., Diss., 1914.
- Gedenkblätter für 54 im Felde gefallene Heidelberger Vandalen. Hrsg.: Im Auftrag des Alt-Herrenvereins Vandalia. Verlag Stalling, Oldenburg i. O., 1922. DNB 573637865
- Mein Leben geschrieben für meine Frau und meine Kinder, meine Schwestern und meine Freunde. (ca. 1957/1958; Erwähnung seines 70. Geburtstages; als Manuskript gedruckt), Festeinband, 244 S.

## Sekundärliteratur
- Gustav Willgeroth: Die Mecklenburg-Schwerinschen Pfarren seit dem dreißigjährigen Kriege. Band 2, Wismar 1925. S. 1006
- Stephan Sehlke: Das geistige Boizenburg: Bildung und Gebildete im und aus dem Raum Boizenburg. BoD, Norderstedt 2011, S. 217. ISBN 978-3-8448-0423-2.